# Lisa Angell
Lisa Angell, pseudonimo di Virginie Vetrano (Parigi, 21 settembre 1968), è una cantante francese.
Nel 2015 ha rappresentato la Francia all'Eurovision Song Contest 2015 con il brano N'oubliez pas classificandosi al 25º posto con 4 punti.

## Biografia
Nata a Parigi da padre di origini italiane, in giovane età ha partecipato a diversi talent radiofonici, tenuti durante il Carnevale di Nizza. All'età di 15 anni iniziò a studiare musica classica presso il Conservatorio di Nizza, abbandonando poco dopo gli studi.
Ha cantato e suonato in diversi piano-bar della Costa Azzurra fino al 2000, quando si trasferì a Parigi e incontrò Didier Barbelivien, che scriverà il suo primo singolo: Des années après.

## Discografia

### Album
- 2011 - Les divines
- 2013 - Des mots...
- 2014 - Frou-Frou
- 2015 - Lisa Angell
- 2017 - Chante le Québec

### Singoli
- 2000 - Des années après
- 2011 - J'ai besoin de parler
- 2014 - J'ai deux amours
- 2015 - N'oubliez pas